# Гьялва Кармапа
Кармапа (тиб. [རྒྱལ་བ་]ཀརྨ་པ་, Вайли: [rgyal ba] karma pa, тиб. пиньинь: Garmaba, kaːmapa, кит. трад. [嘉華]噶瑪巴, упр. [嘉华]噶玛巴, пиньинь [jiāhuá] gámǎbā, палл. [цзяхуа] гамаба, кит. трад. 大寶灋王, упр. 大宝法王, пиньинь dàbǎo fǎwáng, палл. дабао фаван) — глава линии Карма Кагью (тиб. བཀའ་རྒྱུད་, Вайли bKa' rgyud), подшколы школы Кагью тибетского буддизма.
Первый Кармапа Дюсум Кхьенпа (тиб. དུས་གསུམ་མཁྱེན་པ་, Вайли dus gSum mKhyen pa) (1110—1193) был учеником тибетского мастера Гампопы. Будучи одарённым ребёнком, он с юных лет изучал дхарму (учение Будды) с отцом. После 20-летия он стал всё больше встречаться с великими учителями своего времени и достиг Просветления в 50 лет, практикуя Йогу Сна. Впоследствии ему был присвоен титул Кармапы, проявления Авалокитешвары, чьё появление было предсказано в Самадхираджа-сутре и в Ланкаватара-сутре
Источником устной передачи традиционно считают Будду Ваджрадхару, который передал учение индийскому практику Махамудры и тантры Тилопе (989—1069). От Наропы (1016—1100) передача дошла до Марпы и Миларепы. Этих отцов-основателей линии Кагью (тиб. བཀའ་རྒྱུད་, Вайли bKa' rgyud) собирательно называют «Золотая гирлянда».
Второй Кармапа, Карма Бакши (1204—1283), был первым учителем, признанным как тулку, лама-перерождение. Поэтому Кармапу называют первым сознательно перерождающимся ламой. Поскольку, согласно учению Будды, все существа перерождаются, а просветлённые мастера перерождаются сознательно, в данном случае имеется в виду не появление самой способности сознательного выбора нового рождения, а учреждение института тулку как способа передачи поучений, собственности и полномочий от одного воплощения учителя к следующему его воплощению через регентов, перенимающих полномочия на время поиска и обучения нового перерождения. Каждый Кармапа в конце своей жизни оставляет письмо или устные наставления о том, где можно будет найти его следующее воплощение. Также утверждается, что, родившись вновь, Кармапа может сам себя узнавать, заявляя в раннем детстве: «я — Кармапа».

## Чёрная Корона
Кармапы являются держателями Чёрной Короны (тиб. ཞ་ནག་, Вайли  zhwa nag), поэтому Кармапу иногда называют Ламой в Чёрной Короне. Традиционно считается, что эту корону (тиб. རང་འབྱུང་ཆོཔེན་, Вайли rang 'byung chopen — самосветящаяся корона) соткали дакини из своих волос и подарили Кармапе в знак признания его реализации как просветленного мастера медитации. Материальная копия Чёрной Короны была изготовлена и подарена 5-му Кармапе одним из китайских императоров, его учеником, когда последний увидел над головой своего учителя это энергетическое поле.
Сейчас Корона хранится в монастыре Румтек индийского штата Сикким, где находилась последняя резиденция 16-го Кармапы.

## Кармапа в искусстве
Кармапа и Чёрная Корона упоминаются в рассказе Д. Гербера "Баклажан на дынной лозе" ("Дружба народов" №12 2017)

## Список Кармап
1. Дюсум Кхьенпа (тиб. དུས་གསུམ་མཁྱེན་པ་, Вайли dus gsum mkhyen pa) (1110—1193)
2. Карма Пакши (тиб. ཀར་མ་པ་ཀཤི་, Вайли kar ma pa kshi) (1204—1283)
3. Рангджунг Дордже (тиб. རང་འབྱུང་རྡོ་རྗེ་, Вайли rang 'byung rdo rje) (1284—1339)
4. Ролпе Дордже (тиб. རོལ་པའི་རྡོ་རྗེ་, Вайли rol pa'i rdo rje) (1340—1383)
5. Дешин Шекпа (тиб. དེ་ཞིན་གཤེགས་པ་, Вайли de zhin gshegs pa)(1384—1415)
6. Тонгва Дёнден (тиб. མཐོང་བ་དོན་ལྡན་, Вайли mthong ba don ldan) (1416—1453)
7. Чёдраг Гьяцо (тиб. ཆོས་གྲགས་རྒྱ་མཚོ་, Вайли chos grags rgya mtsho) (1454—1506)
8. Микьё Дордже (тиб. མི་བསྐྱོད་རྡོ་རྗེ་, Вайли mi bskyod rdo rje) (1507—1554)
9. Вангчук Дордже (тиб. དབང་ཕྱུག་རྡོ་རྗེ་, Вайли dbang phyug rdo rje) (1556—1603)
10. Чёйинг Дордже (тиб. ཆོས་དབྱིངས་རྡོ་རྗེ་, Вайли chos dbyings rdo rje) (1604—1674)
11. Йеше Дордже (тиб. ཡེ་ཤེས་རྡོ་རྗེ་, Вайли ye shes rdo rje) (1676—1702)
12. Джангчуб Дордже (тиб. བྱང་ཆུབ་རྡོ་རྗེ་, Вайли Byang chub rdo rje) (1703—1732)
13. Дудул Дордже (тиб. བདུད་འདུལ་རྡོ་རྗེ་, Вайли bdud 'dul rdo rje) (1733—1797)
14. Текчок Дордже (тиб. ཐེག་མཆོག་རྡོ་རྗེ་, Вайли theg mchog rdo rje) (1798—1868)
15. Кхакьяб Дордже (тиб. མཁའ་ཁྱབ་རྡོ་རྗེ་, Вайли mkha' khyab rdo rje) (1871—1922)
16. Рангджунг Ригпе Дордже (тиб. རང་འབྱུང་རིག་པའི་རྡོ་རྗེ་, Вайли rang 'byung rig pa’i rDo rje) (1924—1981)
17. Два претендента Тринле Тхае Дордже (род. 1983) и Ургьен Тринле Дордже  (род. 1985)